# Музей на анатолийските цивилизации
Музеят на анатолийските цивилизации (на турски: Anadolu Medeniyetleri Müzesi; на английски: Museum of Anatolian Civilizations)  е сред най-богатите в света музеи на древни находки и е главен исторически музей на Турция, намиращ се в нейната столица Анкара.
Музеят е основан през 1921 г. В следващите години бързо разширява колекцията под влияние на Кемал Ататюрк, първия президент на Турция, който е имал намерение да създаде в Анкара Хетски музей. Ататюрк подпомогнал музея да се сдобие с нови сгради, както и да постъпят в неговите колекции множество експонати от селските анадолски райони, където са се запазили останки от древни хетски градове. Музейната експозиция е допълнена с експонати от други древни цивилизации, обитавали територията на Турция.
През 21 век в музея има експозиции от времето на неолита, бронзовата епоха, цивилизацията на Асирия и Урарту, хетите и фригийците, Древна Гърция и Древен Рим, Византия и Османската империя.
Музеят на анатолийските цивилизации е удостоен с наградата „Европейски музей на годината“ за 1997 г.